# Martin Fiala
Martin Fiala (Praga, 25 gennaio 1968) è un ex sciatore alpino e sciatore freestyle tedesco.
Prima della riunificazione tedesca (1990) gareggiò per la nazionale tedesca occidentale.

## Biografia
Fiala, originario di Immenstadt im Allgäu, iniziò la sua carriera nello sci alpino: specialista delle prove veloci, debuttò in campo internazionale in occasione dei Mondiali juniores di Bad Kleinkirchheim 1986 ed esordì ai Campionati mondiali a Saalbach-Hinterglemm 1991, dove si classificò 14º nella combinata. In Coppa del Mondo ottenne il primo piazzamento il 5 dicembre 1992 a Val-d'Isère in supergigante (35º) e il miglior risultato il 10 gennaio 1993 a Garmisch-Partenkirchen in combinata (11º); ai successivi Mondiali di Morioka 1993, sua ultima presenza iridata, si classificò 20º nella discesa libera e prese per l'ultima volta il via in Coppa del Mondo l'11 marzo 1995 a Kvitfjell in discesa libera, senza completare quella che sarebbe rimasta la sua ultima gara nello sci alpino.
Dopo alcuni anni di inattività, nel 2009 tornò alle gare nel freestyle, specialità ski cross, debuttando nella disciplina in occasione della gara di Coppa Europa disputata il 15 febbraio a Sudelfeld (5º); il 7 marzo successivo conquistò l'unico podio nel circuito continentale, a Bormio (2º). In Coppa del Mondo esordì il 14 marzo dello stesso anno a Meiringen/Hasliberg, classificandosi 52º, ottenne il miglior piazzamento il 13 gennaio 2010 all'Alpe d'Huez (14º) e prese per l'ultima volta il via il 20 gennaio seguente a Blue Mountain (25º); chiuse la carriera ai successivi XXI Giochi olimpici invernali di Vancouver 2010, sua unica presenza olimpica, dove si classificò al 31º posto. Nel freestyle non prese parte a rassegne iridate.

## Palmarès

### Sci alpino

#### Coppa del Mondo
- Miglior piazzamento in classifica generale: 109º nel 1993

#### Campionati tedeschi
- 1 medaglia (dati parziali fino alla stagione 1985-1986)[1]:
  - 1 argento (supergigante nel 1993)

### Freestyle

#### Coppa del Mondo
- Miglior piazzamento in classifica generale: 103º nel 2010
- Miglior piazzamento nella Coppa del Mondo di ski cross: 35º nel 2010

#### Coppa Europa
- Miglior piazzamento nella classifica di ski cross: 11º nel 2009
- 1 podio:
  - 1 secondo posto